# Beta trigyna
Betterave à trois stigmates
Espèce
La Betterave à trois stigmates (Beta trigyna) est une espèce de plantes de la famille des Amaranthacées.